# Ansbach járás
Ansbach járás egy járás Bajorországban. Ansbach járás Weißenburg-Gunzenhausen, Roth, Fürth, Neustadt an der Aisch-Bad Windsheim, Donau-Ries, Ansbach, Main-Tauber, Schwäbisch Hall, Ostalb, Muhr am See, Gunzenhausen, Haundorf és Gnotzheim járásokkal határos. Lakosainak száma 157 632 fő (1987. május 25.).

## Népesség
A járás népessége az elmúlt években az alábbi módon változott:
| Lakosok száma | 155 809 | 157 632 | 178 289 | 178 914 | 179 419 | 181 314 | 182 178 | 183 256 | 183 949 |
|               | 1978    | 1987    | 2012    | 2013    | 2014    | 2015    | 2016    | 2017    | 2019    |